# 동경도 (요)
동경도(東京道)는 요나라가 설치한 5도 중의 하나였다. 926년, 발해-요 전쟁에서 거란이 발해를 멸망시킨 후, 발해 유민과 여진족을 통제하기 위해 설치되었다. 그러나, 발해 부흥운동, 변방에 떨어진 여진족들의 성장, 고려-거란 전쟁으로 인해 거란은 이 지역에 대한 통제력을 상실하고 만다. 87개 행정구역이 있었다. 발해인들을 요동으로 강제 이주하는 과정에서 이주하기 전 발해인이 살던 행정 구역과 이주시킨 지역의 연혁을 섞어 기록했기 때문에 연혁에 대한 잘못된 사실들이 많다. 랴오닝성대부분과 지린성 눙안 현, 푸위 시 일대등 북부지역 일부와 북중국경지대, 헤이룽장성 닝안 시일대를 통치했다. 그외지역에는 여진족중에서 거란의 지배에 저항한 생여진이 거주하고 있었다.
일부 집단에서 동경도의 연혁으로 한나라 낙랑군, 고구려, 발해의 지명을 잘못 비정하고 있다.

## 행정 구역

### 정주 보녕군(定州 保寧軍)
고려가 설치한 주로 속현으로 정동현(定東縣)이 있다. 995년(요 성종 통화 13년)에 보녕군으로 승격되었으며 요서지방의 주민들을 여기로 이주시켜 인구를 채웠다. 동경유수사(東京留守司)가 관할했다. 8,000호가 살았다.

### 노주 현덕군(盧州 玄德軍)
자사가 주의 민정을 맡은 자사주였다.
지금의 룽징 시 개산둔진 선구산성에 있었던 것으로 추정되는 노주가 발해멸망이후 다스차오 시 웅악진으로 강제이치되면서 설치되었다. 동경에서 130리거리에 있었다. 남여진탕하사(南女直湯河司)가 군정을 맡았다. 웅악현(熊岳縣)을 유일한 속현으로 두었다. 현치소 서쪽으로 15리를 가면 바다가 나왔고 바닷가에 웅악산(熊岳山)이 있다.

### 래원성(來逺城)
단둥 시 압록강가에 있다. 고려-거란 전쟁때 거란의 중요 거점으로 있었다.

### 철주 건무군(鐵州 建武軍)
자사주로 본래 함경북도 무산군에 설치되었을 것으로 추정되는 철주가 발해멸망이후 다스차오 시 탕지진으로 강제 이치되면서 설치되었던 것으로 보인다. 1,000호를 거느렸으며, 동경에서 서남으로 60리거리에 있다. 탕지현(湯池縣)을 유일한 속현으로 두었다.

### 흥주 중흥군(興州 中興軍)
절도주였다.
지금의 황해도에 있었던 것으로 추정되는 한나라 낙랑군 해명현(海溟縣)의 고지로 잘못기록되어있다.
발해멸망이후 지금의 연길일대에 있었던 것으로 추정되는 흥주와 그 속현 성길현(盛吉縣), 산산현(蒜山縣), 철산현(鐵山縣)을 모두 폐지하고 인저우 구 남쪽 65리지점으로 옮겨졌다. 200호가 살았으며 동경에서 서남으로 300리거리였다. 금나라시기 읍루현(挹婁縣)으로 격하되어 심주의 속현으로 들어갔다.

### 탕주(湯州)
발해멸망이후 거란이 돈화 시 액목진인근에 있었던 것으로 추정되는 탕주와 그 속현이던 영봉현(靈峰縣)、상풍현(常豐縣)、백석현(白石縣)、균곡현(均穀縣)、가리현(嘉利縣)을 모두 폐지하고 지금의 위치로 옮겨신설했다. 500호의 주민들이 살았다. 동경서북 100리거리에 있다고 본사지리지에 기록되어있다.

### 숭주 융안군(崇州 隆安軍)
자사주이다.
지금의 황해도에 있었던 것으로 추정되는 한나라 낙랑군 장잠현(長岑縣)의 고지라고 잘못기록되어있다. 본사지리지에는 동경에서 동북으로 150리거리떨어져있다고 기록되어있다. <독사방여기요>에 따르면 요대 숭주의 치소로 쓰인 숭주성은 심양중위 악교성의 동쪽에 있었다고 기록되어있다.
발해멸망이후 거란이 연길시 하룡촌 하룡고성에 있었던 것으로 추정되는 숭주와 그 속현인 숭산현(崇山縣), 규수현(溈水縣), 녹성현(綠城縣)을 모두 폐지하고 지금의 위치로 옮겨신설했다. 500호의 주민들이 살았으며 숭신현(崇信縣)을 통치했다.

### 종주(宗州)
하급 자사주로 요동의 석웅산(石熊山)에 있다. 야율융운이 납치해온 중국인들로 구성되어 있다. 요성종때 주로 승격시키고 문충왕부(文忠王府)에 속하게 했다. 성종사후 제할사(提轄司)관할지로 편입되었다. 과거 발해현(勃海縣)이라고 불렸던 웅산현(熊山縣)을 속현으로 두었다.

### 귀덕주 영원군(貴德州 寧遠軍)
하급절도주이다.
현재 랴오닝 성 푸순 시가지 북부일대에 설치되었다. 요 태종대 야율찰할이 납치해온 중국인들을 정착시켜 설치한 주로 야율찰할의 반란이 진압된 이후 요조정의 직할지로 편입되었다. 성종대 귀덕군(貴德軍)이란 군명이 부여되었고 나중에 이름을 바꿨다. 타하(陀河)와 대보산(大寶山)이 있다. 숭덕궁(崇德宮)관할이었으며, 동경도부서사(東京都部署司)가 군정을 맡았다. 2개의 속현을 가지고 있었다.
| 현명   | 한자   | 거란이 옮긴 위치 | 비고 |
| ------ | ------ | ---------------- | --- |
| 귀덕현 | 貴德縣 | 푸순 시          | 발해멸망이후 지금의 연길 하룡고성에 있었을 것으로 추정되는 숭산현(崇山縣)을 지금의 위치로 옮겨 신설했다.                                                   |
| 봉덕현 | 奉德縣 | 푸순 시 동       | 발해의 녹성현(綠城縣)이었던 것을 거란이 초기에 봉덕주(奉德州)로 바꿨다가 후에 현으로 격하했다. <독사방여기요>에 따르면, 귀덕주의 동쪽에 있었다고 전해진다. |

### 집주 회중군(集州 懷衆軍)
고구려 상암현(霜巖縣)을 발해가 집주로 승격시켰다가 발해멸망이후 선양시 쑤자툰구 진상둔진으로 이관되었다. 봉집현(奉集縣)을 속현으로 두었다.

### 광주(廣州)
방어(防禦)가 주의 민정을 맡았다. 본래 고구려 당산현(當山縣)을 발해가 군으로 승격시킨 철리부의 광주(廣州)로 본래의 위치는 알 수 없다. 야율아보기가 지금의 선양시 창역참진(彰驛站)에 철리주(鐵利州)를 재설치하면서 이치되었다. 990년(통화 8년)폐지되었다가 1018년(개태 7년)에 중국인 민호로 재설치되었다. 창의현(昌義縣)을 유일한 속현으로 두었다.

### 수주(遂州)
자사주로 발해의 미주(美州)를 푸신 시 장우 현으로 옮기고 채방사(採訪使) 야율파덕(耶律頗德)이 납치해온 중국인들을 이곳으로 이주시켜 설치하였다. 요 목종때 파덕의 후손이 끊어지자 직할주로 개편되었다. 연창궁(延昌宮)에 소속되었다. 장우 현에 있던 산하현(山河縣)을 유일한 속현으로 두었다. 이 현은 발해 산하현에 흑천현(黑川縣)과 녹천현(麓川縣)을 통합시킨후 장우 현으로 옮겨 설치했다.

### 한주 동평군(韓州 東平軍)
하급 자사주이다. 북만주에 있던 고리국의 옛 수도 유하현(柳河縣)에 고구려가 새운 막힐부의 독주(督州), 힐주(頡州)였다. 하지만 발해멸망이후 모두 폐지되었고  요 태종이 삼하주(三河州)와 유하주(楡河州)를 설치했던 것을 요 성종이 병합하여 한주를 만들었다. 연창궁에 소속되었으며 북여진 병마사가 이곳의 군정을 맡았다. 유하현(柳河縣) 하나만을 속현으로 두었다.

### 쌍주 보안군(雙州 保安軍)
하급 절도주이다. 읍루가 살던 헤이룽장성일대에 있던 발해의 안정군(安定郡)을 거란이 폐하고 요동 톄링 시서부, 파쿠 현일대로 옮긴 것으로 보인다.구리승왕(漚里僧王)이 태종을 따라 남정할 때 잡아온 진주(鎭州)와 정주(定州)의 주민들로 성을 채우고 주를 설치했다. 찰할이 반역죄로 죽고난 이후 요나라 직할령으로 들어왔다. 연창궁에서 숭덕궁으로 소속을 옮겼다. 그리고 북여진 병마사가 주의 군정을 맡았다. 쌍성현(雙城縣)하나를 속현으로 두었다. 이 현은 본래 발해의 안이현(安夷縣)을 파쿠 현으로 옮기면서 신설한 현으로 보인다.

### 빈주 회화군(賔州 懐化軍)
999년(통화 17년) 올야의 주민들을 과거 발해의 성이 있던 지린성 창춘시 눙안 현북동부로 이주시켜 자사를 압자수(鴨子水)와 혼동수(混同水)사이에 두었다가 나중에 승진시켰다. 황룡부 도부서사가 군정을 맡았다.

### 호주 흥리군(湖州 興利軍)
닝안 시 징푸호근교에 발해가 설치했던 호주를 그대로 유지했다. 동경통군사가 주의 군정을 맡았다. 장경현(長慶縣)을 속현으로 두었다.

### 발주 청화군(渤州 淸化軍)
현재 무단장 시 린커우 현 삼도통고성(三道通古城)에 치소를 두었다. 자사주였다. 동경통군사가 주의 군정을 맡았다. 발해가 설치했던 공진현(貢珍縣)을 속현으로 두었다.

### 영주 창성군(郢州 彰聖軍)
발해가 설치했던주로 자사가 민정을 담당했다. 북여진병마사가 군정을 맡았다. 연경현(延慶縣)을 속현으로 두었다. 자료가 없어 지명비정을 할 수 없다.

### 동주 광리군(銅州 廣利軍)
발해때 설치되었으며, 자사가 민정을 맡고 북병마사가 군정을 맡았다. 석목현을 유일한 속현으로 두었다.

### 한주(屽州)
자사가 민정을 맡았다. 남병마사가 주의 군정을 맡았다.

### 진해부(鎭海府)
다롄 시 좡허 시 부근에 있었다. 방어를 두었다. 남여진탕하사가 주의 군정을 맡았다. 평남현(平南縣)하나를 속현으로 두었다.

### 익주(冀州)
요 성종이 설치했다. 영안군(永安軍)이라고도 한다.

### 길주(吉州)
단둥 시와 좡허 시 사이에 있었다. 복창군(福昌軍)이라고도 한다. 자사가 주의 민정을 맡았다.

### 녹주(麓州)
하급주로 자사를 두었다. 발해에서 설치했다.

### 형주(荊州)
자사를 두었다.

### 의주(懿州)
상경도에서 이관되었다. 푸신 몽골족 자치현 북동부 탑자영촌(塔子營村)북쪽에 치소를 두었다. 녕창군(寧昌軍)이라고도 한다. 절도가 주의 민정을 맡았다. 1023년(태평 3년)월국공주가 잉신의 민호로 설치하였다. 처음에는 경의군(慶懿軍), 광순군(廣順軍)이라고 불렀다. 상경에 속했다. 1061년(청녕 7년)선의황후(宣懿皇后)가 승진하자 지금의 이름으로 바꿨다.
| 현명   | 한자   | 대략적 위치                                      | 비고                  |
| ------ | ------ | ------------------------------------------------ | --------------------- |
| 영창현 | 寧昌縣 | 푸신 몽골족 자치현 북동부 탑자영촌(塔子營村)북쪽 | 평양현(平陽縣)이었다. |
| 순안현 | 順安縣 |                                                  |                       |

### 승주(勝州)
궁주링 시 동북쪽에 치소를 두었다. 창영군(昌永軍)이라고도 부른다. 자사가 주의 민정을 맡았다.

### 순화성 상의군(順化城 向義軍)
하급행정구역으로 자사를 두었다. (개태 3년) 한족을 이주시켜 설치했다. 동경통군사가 주의 군정을 맡았다.

### 영주(寧州)
관찰(觀察)을 두었다. (통화 29년)고려를 공격하고 발해유민들을 이곳에 옮겨 설치했다. 동경통군사가 주의 군정을 맡았다. 신안현(新安縣)을 속현으로 두었다. 다롄 시 와팡뎬 시 서북쪽에 자리하고 있었다.

### 연주(衍州)
안광군(安廣軍)이라고도 한다.방어를 두고 한족을 이곳에 옮겨 설치했다. 처음엔 자사가 주의 민정을 맡았다가 승군이 민정을 맡게 되었다. 동경통군사가 주의 군정을 맡았다. 의풍현(宜豊縣)을 속현으로 두었다. <독사방여기요>에 따르면 요동도사성의 서남쪽 100리 거리에 있었다고 전해진다. 이 때문에 본주의 치소가 지금의 랴오양 현 당마채진에 있었다고 보는 설이 존재한다.

### 연주(連州)
덕창군(德昌軍)이라고도 한다. 자사가 주의 민정을 맡았다. 한족민호로 설치했다. 동경통군사가 주의 군정을 맡았다. 안민현(安民縣)을 속현으로 두었다. 연주와 마찬가지로 랴오양 시 서남부 당마채진(唐馬寨镇)에 존재했던 것으로 추정된다.

### 귀주(歸州)
관찰이 주의 민정을 두었다. 거란이 발해를 멸망시킨 후 발해유민들의 민호로 설치했다가 후에 폐지했다. 통화29년 고려를 공격하고 발해의 항복한 주민들로 재설치했다. 남여진탕하사가 주의 군정을 맡았다. 귀승현(歸勝縣)을 속현으로 두었다. 가이저우 시 서남 귀주진에 치소를 두었다.

### 숙주(肅州)
신릉군(信陵軍)이라고도 한다. 자사가 주의 민정을 맡았다. 중희10년 여진으로 망명한 주민들을 잡아와 그민호로 설치하였다. 북여진병마사가 주의 군정을 맡았다. 청안현(靑安縣)을 속현으로 두었다. 톄링 시 창투 현 서부 노성진(老城鎭)에 있었다.

### 안주(安州)
자사가 주의 민정을 맡았다. 북여진병마사가 주의 군정을 맡았다. 톄링 시 창투 현에 있었던 것으로 보인다.

### 영강주 혼동군(寧江州 混同軍)
관찰주로 동북통군사가 주의 군정을 맡았다. 거란의 실질영역과 생여진과의 경계에 해당했다. 아골타가 금나라를 정벌할 때 거란이 이곳에서 수십만의 군사로 여진을 방어하려 했지만, 아골타의 금나라군에 패배하여 빼앗기게 되었다.
주서북쪽에 달로고성(達魯古城)이 있다.
| 현명   | 한자   | 대략적 위치       | 비고                                                                             |
| ------ | ------ | ----------------- | -------------------------------------------------------------------------------- |
| 혼동현 | 混洞縣 | 쑹위안 시 푸위 시 | 거란과 생여진과의 경계 지역으로 거란이 생여진 견제를 위해 마련한 거점지역이었다. |

### 하주 덕화군(河州 德化軍)
무기고가 있었다.

### 상주 서성군(祥州 瑞聖軍)
절도가 주의 민정을 맡았다. 철기병의 민호를 두어 설치했다. 황룡부도부서사(黃龍府都部署司)가 주의 군정을 맡았다. 회덕현(懷德縣)을 속현으로 두었다.